# Benedict Duss
Mutter Benedict Duss, ursprünglich: Vera Duss, (* 21. November 1910 in Pittsburgh, Pennsylvania; † 2. Oktober 2005 in Bethlehem, Connecticut) war eine amerikanische Benediktinerin und Gründerin des ersten Klosters der Benediktinerinnen in den Vereinigten Staaten.

## Leben
Mutter Benedict wurde 1910 als Vera Duss in Pittsburgh geboren. Als Kind zog sie mit ihrer Mutter und ihrem Bruder nach Frankreich. Dort studierte sie Medizin und machte ihren Abschluss an der Pariser Sorbonne. 1936 trat sie in die Abtei Notre-Dame de Jouarre bei Paris ein.
Während des Zweiten Weltkrieges blieb sie in Frankreich, kümmerte sich um ihre Mitschwestern und behandelte die Bewohner der umliegenden Dörfer. Trotz des Risikos, Amerikanerin zu sein, behandelte sie als Ärztin auch feindliche Soldaten.
Nach der Befreiung durch General George Pattons Dritte Armee 1944 wurde Mutter Benedict in die Vereinigten Staaten gesandt. Zusammen mit Schwester Mary Aline Trilles de Warren gründete sie 1948 das erste Priorat der Benediktinerinnen in den Vereinigten Staaten in Bethlehem, Connecticut, Regina Laudis. 1976 wurde das Kloster zur Abtei erhoben und Mutter Benedict zur Äbtissin gewählt. 1998 resignierte Mutter Benedict und war seitdem Altäbtissin.
Die Abtei Regina Laudis besteht derzeit (2013) aus ca. 40 Schwestern, die kontemplativ leben und im Klosterladen Erzeugnisse aus eigener landwirtschaftlicher und kunsthandwerklicher Produktion, Bücher, CDs usw. verkaufen.